# Guo Zhenqing
Guo Zhenqing (郭振清S, Guō ZhènqīngP; Tientsin, 10 settembre 1927 – Tientsin, 24 agosto 2005) è stato un attore cinese.
In occasione del centenario della nascita dell'industria cinematografica in Cina nel 2005, la China Film Performance Art Academy l'ha inserito nella lista dei "100 migliori attori in 100 anni di cinema cinese".